# Eustachys glabrescens
Eustachys glabrescens là một loài thực vật có hoa trong họ Hòa thảo. Loài này được (Hack.) Caro & E.A.Sánchez mô tả khoa học đầu tiên năm 1971.